# Пристайко Володимир Ілліч
Володи́мир Іллі́ч Приста́йко (16 грудня 1941 — 21 січня 2008) — радянський та український діяч органів державної безпеки, генерал-лейтенант юстиції, Заслужений юрист України (1992), заступник Голови Служби безпеки України (1996–2004).

## Біографія
Народився 16 грудня 1941 року в селі Болохів, Калуського повіту, Крайсгауптманшафту Станіслав Дистрикту Галичина (тепер — Калуського району Івано-Франківської області). Закінчив Харківський юридичний інститут (1968) за спеціальністю правознавство та Вищі курси КДБ СРСР (1974).
З 1968 по 1971 рр. працював слідчим прокуратури Кілійського району Одеської області. З 1971 року в органах державної безпеки на посадах слідчого слідчого відділення управління КДБ при РМ України по Одеській області; слідчий, ст. слідчий слідчого відділу КДБ УРСР (1973–1981); начальник слідчого відділення управління КДБ УРСР по Запорізькій області (1981–1985); начальник слідчого відділення управління КДБ УРСР по Києву та Київській області (1985–1987); заступник начальника слідчого відділу КДБ УРСР (1987–1989); начальник слідчого відділу КДБ УРСР (1989–1991); начальник слідчого управління СБУ (1991–1993); радник голови СБУ з правових питань (1993–1996), заступник Голови Служби безпеки України (1996–2004).
З 2004 року після виходу в запас Володимир Ілліч працював провідним науковим співробітником Інституту оперативної діяльності та державної безпеки, був членом Міжвідомчої робочої групи з питань утворення Українського інституту національної пам'яті.
Помер 21 січня 2008 року в Києві після важкої хвороби.

## Громадська діяльність
Володимир Пристайко був членом виконкому Спілки юристів України та Всеукраїнської юридичної ради, Української асоціації міжнародного права, а також Комісії при Президентові України у питаннях помилування (з 1997 р.), Міжвідомчої координаційної ради з адаптації законодавства України до законодавства Європейського Союзу та Державної міжвідомчої комісії у справах увічнення пам'яті жертв війни та політичних репресій та робочих груп з підготовки проектів Законів України («Про реабілітацію жертв політичних репресій на Україні» (1991), співавтором вступної статті та членом редакційної колегії науково-документального видання «Остання адреса. До 60-річчя соловецької трагедії» (1997–1999 рр., у 3-х томах; 2003, друге видання, у 2-х томах), керівником української частини спільної українсько-польської робочої групи та членом редакційної колегії багатотомного науково-документального видання «Польща та Україна у тридцятих-сорокових роках XX століття. Невідомі документи з архівів спеціальних служб» (1998 р., том 1 «Польське підпілля, 1939–1941 рр. Львів; Коломия; Стрий; Злочів»; 2002 р., т. 2 «Переселення поляків та українців. 1944–1946 рр.»; 2004 р., т. 3 «Польське підпілля, 1939–1941 рр.», «Від Волині до Покуття», у 2-х частинах; 2005 р., т. 4 «Поляки і українці між двома тоталітарними системами, 1942–1945 рр.», у 2-х частинах; 2006 р., т. 5 «Акція „Вісла“», 1947), членом редакційної ради науково-документального видання «Київ у дні нацистської навали. До 60-річчя визволення України від гітлерівських загарбників» та п'ятитомного видання «Бабий Яр: человек, власть, история» (2004).
Брав активну участь у роботі оргкомітету з підготовки та проведення в Києві міжнародного товариського футбольного матчу дружби «Журналіст України» — «Шпіґель» (2006).

## Історичні дослідження
- Жертви репресій. — К.: Вид-во «Юрінформ», 1993. — 292 с. (у співавторстві);
- Справа «Спілки визволення України»: Невідомі документи і факти. — К.: Вид-во «Інтел», 1995. — 446 с. (спільно з Ю. Шаповалом);
- Михайло Грушевський і ГПУ—НКВД. Трагічне десятиліття: 1924–1934 — К.: Вид-во «Україна», 1996. — 233 с. (спільно з Ю. Шаповалом);
- ЧК—ГПУ—НКВД в Україні: Особи, факти, документи. — К.: Вид-во «Абрис», 1997–605 с. (спільно з Ю. Шаповалом та В. Золотарьовим);
- Михайло Грушевський: справа «УНЦ» і останні роки (1931–1934). — К.: Вид-во «Критика», 1999. — 351с. (спільно з Ю. Шаповалом);
- Я жив разом із країною… Інтерв'ю, виступи, коментарі. — К.: Вид-во «Сфера», 2004. — 224 с.;
- Чи був «матч смерті»? Документи свідчать. — К.: ДП «Друкарня МВС України», 2005. — 168 с.;
- Чи був «матч смерті»? Документи свідчать. — 2-е вид. — К.: Експрес об'ява, 2006. — 176 с.

## Нагороди та відзнаки
- Почесне звання Заслужений юрист України (1992),
- Почесна відзнака СБ України (1996),
- Медаль «За бездоганну службу» ІІІ ст. (1997), II ст. (1999),
- Орден Богдана Хмельницького ІІІ ст. (2001),
- Іменна вогнепальна зброя (2000),
- Орден Святого Станіслава III ступеня (2000)[3],
- Лауреат премії СБ України (1996, 1997, 2000).

## Родина
- Син — Пристайко Вадим Володимирович (нар. 20 лютого 1970), український державний діяч, міністр закордонних справ України (2019–2020), віцепрем'єр-міністр з питань європейської та євроатлантичної інтеграції України (2020).